# Мария Френска (1344 – 1404)
Вижте пояснителната страница за други личности с името Мария Френска.
Мария Френска или Мария Валоа (на френски: Marie de France, Marie de Valois; * 18 септември 1344, Сен Жермен ан Ле; † 15 октомври 1404) от династията Валоа, е френска принцеса и чрез женитба херцогиня на Бар.

## Произход
Тя е шестото дете и втората дъщеря на френския крал Жан II Добрия и Бона Люксембургска, дъщеря на Ян Люксембургски. Сестра е на Шарл V.

## Фамилия
На 5 октомври 1364 г. Мария се омъжва за Роберт I (1344 – 1411) от Дом Скарпон, херцог на Бар. Те имат децата:
- Йоланта Стара († 1431), омъжена 1384 за Хуан I Арагонски, крал на Арагон († 1395)
- Хайнрих (1362 – 1397), наследствен принц, пленен от турците след битката при Никопол (1396).
- Филип († 28 септември 1396, убит в битката при Никопол)
- Шарл († 1392), господар на Nogent-le-Rotrou
- Мария, омъжена 1384 1. Вилхелм II, граф на Намюр († 1418)
- Едуард III († 1415), херцог на Бар 1411, убит през 1415 г. в битката при Аженкур
- Луи († 1431), епископ на Лангър, на Вердюн, кардинал, 1415 херцог на Бар, 1419 се отказва от херцогството в полза на далечния му племенник Рене I Анжуйски
- Йоланта Млада († 1421), омъжена 1401 за Адолф, херцог на Берг († 1437))
- Жан († 1415, убит в битката при Аженкур), господар на Puisaye
- Бона († 1400), омъжена 1393 за Валеран III Люксембургски, граф на Ст. Пол († 1415)
- Жана († 1402), омъжена 1393 за Теодоро II Палеолог, маркграф на Монферат († 1418)